# 譚妮·葛雷-湯普森
嘉莉絲·狄維娜·「譚妮」·葛雷-湯普森，葛雷-湯普森女男爵，DBE（英語：Carys Davina "Tanni" Grey-Thompson, Baroness Grey-Thompson，1969年7月26日—）為英國殘障奧運頂尖選手之一，共參加過5屆殘障奧運，獲得11面金牌。
譚妮的國際運動生涯開始於1988年的漢城帕運，她在該場奧運贏得一面400公尺銅牌。多年來她共贏得16面殘障奧運獎牌，其中包括11面金牌，另外並獲得13面世界冠軍獎牌，是多項世界紀錄保持人，在1992到2002年間，共在6場倫敦輪椅馬拉松賽中獲勝。
譚妮於1993年因對運動有貢獻而獲頒大英帝國員佐勳章（MBE），2000年因對運動有貢獻而獲頒大英帝國官佐勳章（OBE），2005年獲封大英帝国爵级司令勋章（DBE）。2010年3月，譚妮在上議院任命委員會（House of Lords Appointment Commission）的推薦下，獲冊封為女男爵，領地為德倫縣（County of Durham）伊葛斯克里夫（Eaglescliffe）鎮。
譚妮目前為英國體育協會（UK Athletics）非常務理事（2007）、倫敦馬拉松理事（2007）、倫敦大眾運輸委員會（Board of Transport for London）委員（2008），並擔任女性運動與健康基金會女性運動未來委員會（Women’s Sports and Fitness Foundation Commission on the Future of Women’s Sport）主席。
譚妮為多個慈善團體的贊助人，包括英國運動領導人組織（Sports Leaders UK），並身為協助年輕人擔任義工的慈善團體Ｖ之董事，同時擔任桂冠世界運動學院（Laureus World Sport Academy）副主席、桂冠體育公益基金會（Laureus Sport for Good Foundation）董事、邱吉爾紀念信託基金會（Winston Churchill Memorial Trust）常務委員，並擔任國際激勵人心大使（International Inspiration Ambassador）。
譚妮曾獲頒多項榮譽學位，包括巴斯大學（University of Bath）、里茲都會大學（Leeds Metropolitan University）、羅浮堡大學（Loughborough University）、南安普敦大學（Southampton University）、曼徹斯特都會大學（Manchester Metropolitan University）及威爾斯大學（University of Wales）榮譽博士學位，目前為斯塔福德郡大學（Staffordshire University）名譽副校長。譚妮曾三度獲選為BBC威爾斯年度運動風雲人物。